# 坤都冷河
坤都冷河，也称乌布混都郭勒，位于中华人民共和国内蒙古自治区东北部，是霍林河右岸支流，发源于扎鲁特旗格日朝鲁苏木巴彦胡硕嘎查西北阿拉坦达巴南麓阿巴斯，蜿蜒向东南流至巴雅尔图胡硕镇转东北流，经乌兰哈达苏木、科尔沁右翼中旗吐列毛都镇坤都冷嘎查（坤都冷苏木）等地，于吐列毛都镇南汇入霍林河。河流全长154千米，流域面积4025平方千米，河道平均比降2.53‰，年均径流量1.13亿立方米。坤都冷河流域地处大兴安岭东南麓，上游多低山、沙丘，河槽宽浅；下游多沼泽，河谷宽1～2千米，主槽宽30～50米，沙质河床。坤都冷河上游为林区，中游为畜牧区，中下游为农业区。